# Patrick Mölleken
Patrick Mölleken (Haan, 27 settembre 1993) è un attore, doppiatore, lettore di audiolibri e interprete di radiodrammi tedesco.

## Biografia
Patrick Mölleken inizia all'età di cinque anni la sua carriera artistica con prime esperienze di palcoscenico in occasione di concerti per pianoforte e serate di gala. A dieci anni gli vengono affidati i primi ruoli nei telefilm Squadra Speciale Cobra 11 e Carwash. Quasi contemporaneamente inizia come speaker in uno spot pubblicitario radiofonico per Legoland Deutschland.
A questo seguono alcune altre produzioni televisive accompagnate da lavori in studio d'incisione. Dal 2006 al 2010 frequenta la scuola d'arte drammatica Juniorhouse di Colonia. Nel 2007 il produttore Wolfgang Rademann ingaggia Patrick Mölleken per le riprese di La nave dei sogni e Harald Schmidt lo invita come ospite al suo Die Harald Schmidt Show. Al fianco tra gli altri di Mario Adorf lavora nello stesso anno come doppiatore alla serie di cartoni animati Kleiner Dodo prestando la sua voce alla scimmia Pong.
Nel 2008 Patrick Mölleken recita il ruolo televisivo più importante fino a quel momento, nel giallo Pfarrer Braun – Heiliger Birnbaum, a fianco di Ottfried Fischer. In seguito, a fianco di Ludwig Trepte Mölleken recita nel dramma televisivo Ihr könnt euch niemals sicher sein premiato tra gli altri con il premio televisivo austriaco Romy e nel 2009 con il Grimme-Preis.
Nel 2010 Patrick Mölleken riceve il Deutschen Hörbuchpreis per Wie man unsterblich wird – Jede Minute zählt (Ways to Live Forever). I suoi lavori per audiolibri e radiodrammi vengono da quel momento regolarmente premiati. Seguono numerose interpretazioni cinematografiche e televisive nei ruoli più disparati, tra i quali Extinction – The G.M.O. Chronicles, lo special invernale Der Bergdoktor – Durch eisige Höhen, quella di Quirk of Fate, Mord in bester Familie e in quello del protagonista giovane di Isenhart: The Hunt Is on for Your Soul. Nel 2010 recita nella prima serie 3D Grimmsberg.
Sotto la regia di Walter Adler nel 2010 interpreta per il canale SWR2 il radiodramma famoso di Isabel Allende Das Geisterhaus, premiato con il Deutschen Hörbuchpreis 2011 nella categoria Migliore fiction.
Nel 2010 la rivista per ragazzi Bravo lo sceglie come Sinalco-boy nell'ambito della campagna Mission Famous, entrando a far parte della giuria.
Dal 2011 Mölleken si vede spesso in scenari di guerra, come Jewish Alley, recensito da Steven Spielberg, in Rommel nelle vesti del figlio della volpe del deserto interpretata da Ulrich Tukur, in Zersplitterte Nacht e altrettanto in A Good Story sotto la guida cinematografica del direttore della fotografia Christopher Doyle.
Dopo aver ottenuto l'Abitur (Diploma di maturità) Patrick Mölleken interpreta nel 2012 KILIAN., l'omonimo folle che con determinazione uccide chi gli ha reso la vita difficile.

## Filmografia

### Cinema
- Quirk of Fate - Eine Laune des Schicksals, regia di Marco J. Riedl (2011)
- Grimmsberg, regia di Martin Busker - cortometraggio (2011)
- Extinction: The G.M.O. Chronicles, regia di Niki Drozdowski (2011)
- Zivilcourage, regia di Alexander Meier - cortometraggio (2011)
- Judengasse, regia di Carsten Degenhardt - cortometraggio (2012)
- Rommel, regia di Niki Stein (2012)
- Tom's Video, regia di Nik Sentenza (2012)
- Kilian, regia di Miguel Schütz - cortometraggio (2013)
- Eine gute Geschichte, regia di Martin Christopher Bode - cortometraggio (2013)
- Wir, regia di Carsten Degenhardt e Miguel Schütz (2013)
- Zersplitterte Nacht: 9. November 1938, als die Nacht am kältesten war..., regia di Hermann Weiskopf (2013)
- Totes Land, regia di Benjamin Pfohl - cortometraggio (2014)
- Allein unter Irren, regia di Johannes Kizler - cortometraggio (2015)
- Last Train Home, regia di Ansgar Glatt - cortometraggio (2015)
- Ghosthunters - Gli acchiappafantasmi (Gespensterjäger), regia di Tobi Baumann (2015)

### Televisione
- Oltre l'oceano (Robin Pilcher - Jenseits des Ozeans), regia di Stefan Bartmann – film TV (2006)
- Kleiner Dodo – serie TV, 26 episodi (2007)
- Maddin in Love – serie TV, episodi 1x03-1x04 (2007)
- Familie Sonnenfeld – serie TV, episodio 1x07 (2008)
- Pfarrer Braun – serie TV, episodio 1x14 (2008)
- Ihr könnt euch niemals sicher sein, regia di Nicole Weegmann – film TV (2008)
- Alles was zählt – serial TV, 2 episodi (2008)
- Die stählerne Zeit – serie TV (2008)
- Marie Brand – serie TV, episodio 1x01 (2008)
- La clinica tra i monti (Die Alpenklinik) – serie TV, 1 episodio (2009)
- Der Bergdoktor – serie TV, episodio 3x01 (2010)
- Rennschwein Rudi Rüssel – serie TV, episodio 3x01 (2010)
- Mord in bester Familie, regia di Johannes Grieser – film TV (2011)
- Aktenzeichen XY... ungelöst! – serie TV, 1 episodio (2011)
- Isenhart - Die Jagd nach dem Seelenfänger, regia di Hansjörg Thurn – film TV (2011)
- Die Rosenheim-Cops – serie TV, episodio 11x27 (2012)
- Heiter bis tödlich - Fuchs und Gans – serie TV, episodio 1x07 (2012)
- Knallerfrauen – serie TV, episodio 2x03 (2012)
- SOKO Wismar – serie TV, episodio 10x06 (2013)
- Tempesta d'amore (Sturm der Liebe) – serial TV, 5 episodi (2013)
- Alle Jahre wieder – serie TV, 4 episodi (2010–2013)
- Il ritorno, regia di Olaf Kreinsen – film TV (2014)
- 16 anni... ancora! (16 über Nacht!), regia di Sven Bohse – film TV (2014)
- Danni Lowinski – serie TV, episodio 5x09 (2014)
- Weihnachten für Einsteiger, regia di Sven Bohse – film TV (2014)
- Morden im Norden – serie TV, episodio 3x12 (2014)
- Heldt – serie TV, episodio 3x04 (2015)
- Squadra Speciale Colonia (SOKO Köln) – serie TV, episodio 11x20 (2015)
- In aller Freundschaft - Die jungen Ärzte – serie TV, episodio 1x07 (2015)
- Die Kuhflüsterin – serie TV, 10 episodi (2015)
- Kreisliga - Ein Dorf sieht schwarz, regia di Kevin Abitz – film TV (2015)
- Squadra Speciale Stoccarda (SOKO Stuttgart) – serie TV, episodi 4x13-7x09 (2012-2015)
- Squadra Speciale Cobra 11 (Alarm für Cobra 11 - Die Autobahnpolizei) - episodio "Il ricattatore" (2005)
- La nave dei sogni (Das Traumschiff) - episodio "San Francisco" (2007)
- In aller Freundschaft – Eskalation, episodio 477 (2010)
- La mia bella famiglia italiana, regia di Olaf Kreinsen – film TV (2013)

## Doppiaggio

### Film
- 2006: Fragile - A Ghost Story ("Frágiles")
- 2007: Kleiner Dodo
- 2007: Dragon Tiger Gate
- 2007: Rubljowka – Straße zur Glückseligkeit
- 2007: Spurlos
- 2009: Bleach
- 2010: Time to Kill (Nicolas Cage)
- 2010: Summer Wars
- 2010: Themba
- 2010: Die Rückkehr der Wollmäuse
- 2010: Bleach: Memories of Nobody
- 2010: Home for Christmas
- 2012: Beneath the Darkness
- 2012: Blue Exorcist

### Audiolibri e radiodrammi
- 2007: Angelika Bartram: Die Abenteuermaschine. (WDR).
- 2008: Silke Lambeck: Herr Röslein. Der Audio Verlag, Berlin 2008, ISBN 978-3-89813-715-7.
- 2008: Brudermord. (WDR).
- 2008: Ulli Potofski et alii: Locke greift an. Random House Audio, Köln 2008, ISBN 978-3-86604-813-3.
- 2008: Das Fazzoletti-Chaos. (WDR).
- 2008: Auf der Jagd nach dem Schwarzen Gold. (WDR).
- 2008: Joachim Hecker: Das Haus der kleinen Forscher. Der Audio Verlag, Berlin 2008, ISBN 978-3-89813-721-8.
- 2008: Schalke 04: Knappenkids 2 – Mannschaft in Gefahr.
- 2009: Silke Lambeck: Herr Röslein kommt zurück. Der Audio Verlag, Berlin 2009, ISBN 978-3-89813-862-8.
- 2009: Sally Nicholls: Wie man unsterblich wird – Jede Minute zählt. Igel Records, 2009, ISBN 978-3-89353-260-5.
- 2009: Ken Follett: Die Tore der Welt. Lübbe, Bergisch Gladbach 2009, ISBN 978-3-7857-3785-9.
- 2009: Georg Wieghaus: Die Nacht von San Juan. (WDR).
- 2009: Rudolf Herfurtner: Verschwunden im Werwolfwald. (WDR).
- 2009: Alemannia Aachen: Die Aleminis und die verschwundene Stadionuhr.
- 2010: Die große Fußball-Box: 8-9-10 – Der Fußballgeheimbund rettet die Nationalelf. Random House Audio, Köln 2010, ISBN 978-3-8371-0347-2.
- 2010: Team Undercover. Folge 5: Der geraubte Stern. Contendo Media, Krefeld 2010.
- 2010: Isabel Allende: Das Geisterhaus. Der Hörverlag, München 2010, ISBN 978-3-86717-563-0.
- 2010: Nelson und Mandela – Das Länderspiel. (WDR).
- 2011: Karl Olsberg: Rafael 2.0. Lübbe Audio, Köln 2011, ISBN 978-3-7857-4482-6.
- 2011: Tom Angleberger: Yoda ich bin! Alles ich weiß! Lübbe Audio, Köln 2011, ISBN 978-3-8339-5232-6.
- 2011: Tessa Gratton: Blood Magic – Weiß wie Mondlicht, rot wie Blut. Random House Audio, Köln 2011, ISBN 978-3-8371-0930-6.
- 2011: Tessa Gratton: Blood Magic – Weiß wie Mondlicht, rot wie Blut. Random House Audio, Köln 2011, ISBN 978-3-8371-0930-6.
- 2011: Sabine Zett: Hugos geniale Welt. Jumbo, Hamburg 2011, ISBN 978-3-8337-2847-1.
- 2011: Tom Angleberger: Darth Paper schlägt zurück. Lübbe Audio, Köln 2011, ISBN 978-3-7857-4553-3.
- 2012: Sabine Zett: Hugos Masterplan. Jumbo, Hamburg 2012, ISBN 978-3-8337-2867-9.
- 2012: Sabine Zett: Hugo hebt ab! Jumbo, Hamburg 2012, ISBN 978-3-8337-2866-2.
- 2012: Anne Lepper: Hund wohin gehen wir. (WDR).
- 2012: Julianna Baggott: Memento – Die Überlebenden. Lübbe Audio, Köln, 2012, ISBN 978-3-7857-4628-8.
- 2012: Bram Stoker: Dracula. Jumbo, Hamburg 2012, ISBN 978-3-8337-2899-0.
- 2012: Sabine Zett: Very important Hugo. Jumbo, Hamburg 2012, ISBN 978-3-8337-2969-0.
- 2012: Thorsten Nesch: School Shooter. (WDR).
- 2012: Rommel. Universum Film, München 2012.
- 2012: Sigurd, der ritterliche Held. Folge 2: Im Tal der Nebel. Romantruhe, 2012.
- 2012: Tom Angleberger: Star Wars Wookiee – Zwischen Himmel und Hölle: Tschubaka. Lübbe Audio, Köln 2012, ISBN 978-3-7857-4694-3.
- 2012: Dark Mysteries. Folge 5: Narbenherz. WinterZeit, Remscheid 2012, ISBN 978-3-943732-09-2.
- 2013: The Return of Captain Future. Folge 5: Mond der Unvergessenen. Highscore Music, München 2013, ISBN 978-3-943166-18-7.
- 2013: Mord in Serie. Folge 7: Das Netzwerk. Contendo Media, Krefeld 2013.
- 2013: Heiko Wolz: Allein unter Superhelden. Der Audio Verlag, Berlin 2013, ISBN 978-3-86231-243-6.
- 2013: Team Undercover. Folge 6: Der unheimliche Clown. Contendo Media, Krefeld 2013.
- 2013: Team Undercover. Folge 7: Doppeltes Spiel. Contendo Media, Krefeld 2013.
- 2013: Ulli Potofski: Lockes Matchplan – Fußballprofi. BVK, Kempen 2013.
- 2013: Sabine Zett: Hugo chillt. Jumbo, Hamburg 2013, ISBN 978-3-8337-3080-1.
- 2013: Team Undercover. Folge 8: Jagd in die Vergangenheit. Contendo Media, Krefeld 2013.
- 2013: Die schöne Magelone. Romanzen op. 33. Kohfeldt, Edewecht 2013, ISBN 978-3-86352-031-1.
- 2013: Heroin. (WDR).
- 2013: Heiko Wolz: Die Rache der Superhelden. Der Audio Verlag, Berlin 2013, ISBN 978-3-86231-291-7.
- 2013: Team Undercover. Folge 9: Tödliche Bedrohung. Contendo Media, Krefeld 2013.
- 2013: Mord in Serie. Folge 10: Atemlos. Contendo Media, Krefeld 2013.

### Videogiochi
- 2011: Harry Potter e i Doni della Morte - Parte 2 come Seamus Finnigan
- 2018: Detroit Become Human [26]

## Premi
- 2010: Deutscher Hörbuchpreis nella categoria Bestes Kinderhörbuch (miglior audiolibro per bambini) Wie man unsterblich wird per Angeli Backhausen (direzione), Kai Hogenacker (voce) e Patrick Mölleken (voce)[27]